# Panchorra
Panchorra ist ein Ort und eine ehemalige Gemeinde (Freguesia) im portugiesischen Kreis Resende. Die Gemeinde hatte 132 Einwohner (Stand 30. Juni 2011).
Am 29. September 2013 wurden die Gemeinden Panchorra und Ovadas zur neuen Gemeinde União das Freguesias de Ovadas e Panchorra zusammengeschlossen.